# Пилецкий, Ян (воевода русский)
Ян Пилецкий (пол. Jan Pilecki; около 1450 — между 2 августа и 13 декабря 1496) — польский государственный деятель, каштелян бечский (1476—1479), каштелян Новы-Сонча (1479—1484), каштелян вислицкий, воевода русский (1485—1496), староста пшемысльский (1494—1496), воевода сандомирский (1496).

## Биография
Представитель польского дворянского рода Пилецких герба «Лелива». Сын каштеляна краковского Яна Пилецкого (Грановского) и Ядвиги Куровской, дочери каштеляна Новы-Сонча Петра Куровского. Внук Винцентий Грановского (Пилецкого) и его второй жены Эльжбеты Пилецкой, которая после смерти Винцентия стала третьей женой польского короля Владислава Ягелло в 1417 году.
Владелец городов Пилица и Мжиглод (с 1478 г.), а также замков Смолень (с 1478 г.) и Огродзенец (с 1492 г.) в Краковском воеводстве, имения Войцехув (через первую жену) в Люблинском воеводстве, а также города Тычин (с ключом, с 1478 года) и Каньчуга (с ключом, с 1493 года) в Русском воеводстве. Вместе со своим братом Отто он также платил своему брату Станиславу 100 штрафов в год за пользование имением Ланьцут до смерти матери.
Он унаследовал книжную коллекцию, собранную его отцом в замке Пилецких в Смолене.
Он был свидетелем выдачи Петркувского статута в 1496 году.
От первой жены Софии, герб Топор (засвидетельствовано в 1481 году) у него было трое сыновей:
- Николай Пилецкий (ум. 1527) — воевода белзский, владелец имения Огродзенец (до 1526) и Каньчуга
- Станислав (ум. 1527) — староста грудецкий, женат на Анне Ярославской, дочери сандомирского кастеляна Рафала (ум. 1493)
- Ян (ум. 1527) — староста люблинский и парчевский[3], владелец имений Тшебовница и Войцехов, Курова (до 1519 года) и замка в Смолене.

Его второй женой около 1492 года была Барбара.
Последний раз упоминается в источниках 2 августа 1496 года, умер в конце 1496 года, перед 13 декабря (упомянутый сыновьями как умерший).